# りゅう座8番星
りゅう座8番星（りゅうざ8ばんせい、8 Dra / 8 Draconis）は、りゅう座の恒星で5等星。

## 名称
太一（太乙、泰一、Taiyi）は、古代中国の天文学において、天球を天の北極を中心に3つの天区に分けた「三垣（さんえん）」の1つ「紫微垣（しびえん）」の中にある星官で、万物の根元として最高位の天神、宇宙の主宰者としての天帝と看做された。太一は、りゅう座のHR 5162 または10番星と同定されていたが、2017年6月30日、国際天文学連合の恒星の命名に関するワーキンググループ (Working Group on Star Names, WGSN) は、りゅう座8番星の固有名として、Taiyi を正式に承認した。